# Davis Cup 1955
In 1955 werd het toernooi om de Davis Cup  voor de 44e keer gehouden. De Davis Cup is het meest prestigieuze tennistoernooi voor landen dat sinds 1900 elk jaar wordt georganiseerd.
Australië won voor de 12e keer de Davis Cup door in de finale de Verenigde Staten met 5-0 te verslaan.
Vanaf deze editie kwam er een derde zone; de Aziatische zone. De deelnemers strijden nu in drie verschillende regionale zones tegen elkaar. De winnaar van elke zone speelt het Interzonaal Toernooi. De winnaar daarvan speelt tegen de regerend kampioen om de Davis Cup.

## Finale
Verenigde Staten -  Australië 0-5 (Forest Hills, Verenigde Staten, 26-28 augustus)

## Interzonaal Toernooi
|  | halve finale 5-7 augustus | halve finale 5-7 augustus |  |        | finale 14-16 augustus | finale 14-16 augustus |
|  |                           |                           |  |        |                       |                       |
|  |                           |                           |  |        |                       |                       |
|  | Australië                 | 4                         |  |        |                       |                       |
|  | Japan                     | 0                         |  |        |                       |                       |
|  |                           |                           |  |        | Australië             | 5                     |
|  |                           |                           |  | Italië | 0                     |                       |
|  | Italië                    |                           |  |        |                       |                       |
|  | bye                       |                           |  |        |                       |                       |

Het Interzonaal Toernooi werd gespeeld in de Verenigde Staten.

## België
België speelt in de Europese zone.
| datum      | tegenstander      | uitslag | locatie | groep   | ronde       | winst/verlies |
| ---------- | ----------------- | ------- | ------- | ------- | ----------- | ------------- |
| 12-06-1955 | Chili             | 2-3     | thuis   | EUR udt | kwartfinale | v             |
| 15-05-1955 | Tsjecho-Slowakije | 5-0     | uit     | EUR udt | 2e ronde    | w             |

België bereikte de kwartfinale van de Europese zone.

## Nederland
Nederland speelt in de Europese zone.
| datum      | tegenstander | uitslag | locatie | groep   | ronde    | winst/verlies |
| ---------- | ------------ | ------- | ------- | ------- | -------- | ------------- |
| 01-05-1955 | Zwitserland  | 2-3     | uit     | EUR udt | 1e ronde | v             |

Nederland werd al in de eerste ronde uitgeschakeld.
| niveau 1 | niveau 2 | niveau 3 | niveau 4 | niveau 5 |

Algemeen · Opzet · Finales · Winnaars 
 België ·  Nederland ·  Aruba ·  Nederlandse Antillen 

1900 · 1901 · 1902 · 1903 · 1904 · 1905 · 1906 · 1907 · 1908 · 1909 · 1910 · 1911 · 1912 · 1913 · 1914 · 1915 · 1916 · 1917 · 1918 · 1919 · 1920 · 1921 · 1922 · 1923 · 1924 · 1925 · 1926 · 1927 · 1928 · 1929 · 1930 · 1931 · 1932 · 1933 · 1934 · 1935 · 1936 · 1937 · 1938 · 1939 · 1940 · 1941 · 1942 · 1943 · 1944 · 1945 · 1946 · 1947 · 1948 · 1949 · 1950 · 1951 · 1952 · 1953 · 1954 · 1955 · 1956 · 1957 · 1958 · 1959 · 1960 · 1961 · 1962 · 1963 · 1964 · 1965 · 1966 · 1967 · 1968 · 1969 · 1970 · 1971 · 1972 · 1973 · 1974 · 1975 · 1976 · 1977 · 1978 · 1979 · 1980 · 1981 · 1982 · 1983 · 1984 · 1985 · 1986 · 1987 · 1988 · 1989 · 1990 · 1991 · 1992 · 1993 · 1994 · 1995 · 1996 · 1997 · 1998 · 1999 · 2000 · 2001 · 2002 · 2003 · 2004 · 2005 · 2006 · 2007 · 2008 · 2009 · 2010 · 2011 · 2012 · 2013 · 2014 · 2015 · 2016 · 2017 · 2018 · 2019 · 2020-2021 · 2022 · 2023 · 2024 · 2025